# Cartapesta
La cartapesta es el término originario de Italia para denominar la técnica que utiliza trozos de papel de periódico cortados a mano unidos mediante un pegamento para formar objetos, superponiendo las capas de papel entrelazados entre sí y el pegamento una y otra vez por lo que éste al endurecerse ofrece como resultado  una superficie mucho más resistente y más rígida, cuantas más capas más rigidez, con un  resultado parecido al cartón.
Se debe distinguir del papel maché, técnica en la cual la base es pasta o pulpa de papel para moldear el objeto o forma que se desee.
Se utiliza como manualidad para realizar figuras de todo tipo, como máscaras para carnaval o adorno, esculturas, marcos, jarros, bandejas, etcétera. Sirve para envolver como decoración a otro objeto, o para crear dureza a superficies finas de objetos.
El pegamento más ideal es la cola vinílica y el mejor papel es el de los diarios de prensa, por ser muy maleable, pero pueden usarse otros tipos como servilletas de papel, entre otros.
Se deja secar y al final con un papel de lija fino se alisa la superficie y posteriormente se decora con pintura. Si se quiere que tenga durabilidad en el tiempo se le aplica una capa de barniz a todo este proceso.
- Datos: Q8341428